# Castiarina bilyi
Castiarina bilyi es una especie de escarabajo del género Castiarina, familia Buprestidae. Fue descrita científicamente por Barker en 2004.